# Guaraniaçu
Guaraniaçu es un municipio brasileño situado en el oeste del estado de Paraná. El Municipio de Guaraniaçu fue fundado originalmente como distrito en 1934, en la región que compone la franja de frontera del Brasil con las Repúblicas del Paraguay y Argentina, y fue elevado a la categoría de municipio en 1951.

## Toponimia
De origen guaraní: "guarini" (guerrero), y "guasu" (grande), «gran luchador, gran guerrero». Hay una versión de que la palabra guaraní es de origen español, "guarini", de "quar-i-ini". Montoya define que la palabra guaraní proviene de "guarini", «guerra». El historiador Pedro de Angelis cree que guaraní proviene de "gua" (pintura), "ra" (manchado), y "ni" (signo de plural); es decir: «aquellos que se pintan».

## Historia
El poblamiento de Guaraniaçu comenzó en 1888 con la fundación de la Colônia Militar do Iguaçu y se desarrolló rápidamente después de la construcción de la carretera que une Guarapuava con Foz do Iguaçu en 1917. Debido a la fertilidad de sus tierras y fuente inagotable de riquezas naturales, la región atrajo colonos de los estados de Santa Catarina y Rio Grande do Sul, que formaron los pueblos de Rocinha y Mato Queimado.
Guaraniaçu también participó del período de creación del Territorio Federal de Iguaçu. Este hecho tuvo su lado positivo, y ayudó a fortalecer el flujo migratorio en la región. La Ley n.º 790, de 14 de noviembre de 1951, promulgada por el Gobernador Bento Munhoz da Rocha Netto, eleva el distrito de Guaraniaçu a la categoría de municipio, con territorio separado del municipio de Laranjeiras do Sul. La instalación se llevó a cabo el 14 de diciembre de 1952, y el primer alcalde fue Jorge Pío Gonçalves.